# Frischborn
Frischborn ist ein Dorf mit rund 1000 Einwohnern und Ortsteil der Kreisstadt Lauterbach im mittelhessischen Vogelsbergkreis.

## Ortsgeschichte

### Mittelalter
Die Zuschreibung der vermuteten urkundlichen Ersterwähnung von Frischborn aus dem Jahr 1105 (1106 ?) ist nicht gesichert. Zu diesem Zeitpunkt wurde ein „Hezekin de Visgbrunnen“ erwähnt.
Erst die Erwähnung von 1320: „in dem dorffe zu Fischgpurnen“ gilt als gesichert.
Am Ägidiustag, dem 1. September 1320, wurde ein Vertrag zwischen Eberhard, Edlem von Breuberg, ein Vertrag mit den Brüdern Johann, Traboto und Heinrich von Eisenbach geschlossen. Gegenstand des Vertrages waren das Gericht Engelrod, das Gericht zu Hopfmannsfeld, die Mühle zu Alsfeld, das Gericht zu Frischborn und das „... forwercke zu Bruwertswende ...“
Zwei Jahre später wird ein „Henricus de Vischsborne cives in Alsfeld“ (Heinrich von Frischborn, Bürger in Alsfeld) erwähnt. Schließlich heißt es 1577 „Fischborn.“ Im 18. Jahrhundert wird der heutige Name „Frischborn“ genannt.
Der Ortsname ist nicht zu verwechseln mit Fischborn.
Die Bedeutung des Ortsnamens wird als eine an fischreichem Quellwasser gelegene Siedlung gedeutet.

### Neuzeit
Frischborn hatte einst sehr viel Wald in seiner Gemarkung. Bis ins 16. Jahrhundert gab es in Frischborn mehrere Waldschmieden und etliche Mühlen, die durch das Wasser der Lauter angetrieben wurden.
In den Riedeseldörfern Blitzenrod, Dirlammen und Frischborn kam es zwischen 1763 und 1767 zu Streitigkeiten mit den Riedeseln wegen der Zehntabgaben für Flachs und Kartoffeln.
Diese drei Dörfer hatten auch einen gemeinsamen Mühlenbann. Das Bannrecht galt für die Mühle zu Frischborn. 1799 wurde das Bannrecht durch fremde Müller verletzt.
Das Gericht Engelrod umfasste im 17. Jahrhundert neben Frischborn die Orte Hörgenau Engelrod, Dirlammen, Hopfmannsfeld, Eichenrod, Eichelhain, Lanzenhain und Blitzenrod.
Die Kirche mit einem massiven Steinturm entstand 1704. Sie überragt das Dorfbild. 1881 entstand in Frischborn ein zweiklassiges Schulhaus. Um 1900 lebten in Frischborn viele Tagelöhner und Waldarbeiter. Es gab kleine Brauereien und Leinwandwebereien (ab 1902 eine mechanische, die 1932 durch eine Hutfabrik abgelöst wurde).
Die Statistisch-topographisch-historische Beschreibung des Großherzogthums Hessen berichtet 1830 über Frischborn:

„Frischborn (L. Bez. Lauterbach) evangel. Pfarrdorf; liegt im Vogelsberg 1 St. von Lauterbach, und gehört dem Freiherrn von Riedesel. Man findet 91 Häuser 642 evangelische Einwohner, so wie 1 Kirche, 1 Schulhaus, 2 Mahl- und 1 Oelmühle. Die Einwohner beschäftigen sich stark mit der Spinnerei und Leineweberei, und unter den Leinewebern sind einige, die ihr Geschäft fabrikmäßig treiben; auch wird Rindvieh gemästet und ausgeführt. – Der Ort kommt zuerst 1320, gelegenheitlich eines Streits wegen der Gerichtsbarkeit, urkundlich vor.“

Hessische Gebietsreform (1970–1977)
Im Zuge der Gebietsreform in Hessen wurde Frischborn am 1. Februar 1972 auf freiwilliger Basis in die Kreisstadt Lauterbach eingegliedert. Für Frischborn wie für die übrigen durch die Gebietsreform eingegliederten Gemeinden wurde ein Ortsbezirk mit Ortsbeirat und Ortsvorsteher eingerichtet.

### Verwaltungsgeschichte im Überblick
Die folgende Liste zeigt die Staaten und Verwaltungseinheiten, denen Frischborn angehört(e):
- vor 1567: Heiliges Römisches Reich, Landgrafschaft Hessen, Gericht Engelrod der Freiherren Riedesel zu Eisenbach
- ab 1567: Heiliges Römisches Reich, Gericht Engelrod[18]
- 1604–1648: Heiliges Römisches Reich, strittig zwischen Landgrafschaft Hessen-Darmstadt und Landgrafschaft Hessen-Kassel (Hessenkrieg)
- ab 1623: Heiliges Römisches Reich, Landgrafschaft Hessen-Darmstadt, Gericht Engelrod (Freiherren Riedesel zu Eisenbach)[19]
- 1787: Heiliges Römisches Reich, Landgrafschaft Hessen-Darmstadt, Oberfürstentum Hessen, Amt Ulrichstein, Gericht Engelrod
- ab 1806: Großherzogtum Hessen,[Anm. 2] Fürstentum Oberhessen, Amt Ulrichstein, Gericht Engelrod[20][21]
- ab 1815: Großherzogtum Hessen, Provinz Oberhessen, Amt Engelrod der Freiherren Riedesel zu Eisenbach[22]
- ab 1821: Großherzogtum Hessen, Provinz Oberhessen, Landratsbezirk Herbstein[23][Anm. 3]
- ab 1825: Großherzogtum Hessen, Provinz Oberhessen, Umbenennung in Landratsbezirk Lauterbach
- ab 1848: Großherzogtum Hessen, Regierungsbezirk Alsfeld
- ab 1852: Großherzogtum Hessen, Provinz Oberhessen, Kreis Lauterbach
- ab 1867: Norddeutscher Bund, Großherzogtum Hessen, Provinz Oberhessen, Kreis Lauterbach
- ab 1871: Deutsches Reich, Großherzogtum Hessen, Provinz Oberhessen, Kreis Lauterbach
- ab 1918: Deutsches Reich, Volksstaat Hessen, Provinz Oberhessen, Kreis Lauterbach
- ab 1938: Deutsches Reich, Volksstaat Hessen, Kreis Lauterbach[24][Anm. 4]
- ab 1945: Deutsches Reich, Amerikanische Besatzungszone,[Anm. 5] Groß-Hessen, Regierungsbezirk Darmstadt, Kreis Lauterbach
- ab 1946: Deutsches Reich, Amerikanische Besatzungszone, Hessen, Regierungsbezirk Darmstadt, Kreis Lauterbach
- ab 1949: Bundesrepublik Deutschland, Hessen, Regierungsbezirk Darmstadt, Kreis Lauterbach
- ab 1972: Bundesrepublik Deutschland, Hessen, Regierungsbezirk Darmstadt, Vogelsbergkreis, Stadt Lauterbach
- ab 1981: Bundesrepublik Deutschland, Hessen, Regierungsbezirk Gießen, Vogelsbergkreis, Stadt Lauterbach

### Gerichte seit 1803
In der Landgrafschaft Hessen-Darmstadt wurde mit Ausführungsverordnung vom 9. Dezember 1803 das Gerichtswesen neu organisiert. Für das Fürstentum Oberhessen (ab 1815 Provinz Oberhessen) wurde das „Hofgericht Gießen“ eingerichtet. Es war für normale bürgerliche Streitsachen Gericht der zweiten Instanz, für standesherrliche Familienrechtssachen und Kriminalfälle die erste Instanz. Übergeordnet war das Oberappellationsgericht Darmstadt. Die Rechtsprechung der ersten Instanz wurde durch die Ämter bzw. Standesherren vorgenommen, und somit war für Frischborn ab 1806 das „Patrimonialgericht der Freiherren Riedesel zu Eisenbach“ in Engelrod zuständig. Nach der Gründung des Großherzogtums Hessen 1806 wurden die Aufgaben der ersten Instanz 1821–1822 im Rahmen der Trennung von Rechtsprechung und Verwaltung auf die neu geschaffenen Land- bzw. Stadtgerichte übertragen. Dafür wurde das standesherrliche „Landgericht Lauterbach“ geschaffen. Erst infolge der Märzrevolution 1848 wurden mit dem „Gesetz über die Verhältnisse der Standesherren und adeligen Gerichtsherren“ vom 15. April 1848 die standesherrlichen Sonderrechte endgültig aufgehoben.
Anlässlich der Einführung des Gerichtsverfassungsgesetzes mit Wirkung vom 1. Oktober 1879, infolge derer die bisherigen großherzoglich hessischen Landgerichte durch Amtsgerichte an gleicher Stelle ersetzt wurden, während die neu geschaffenen Landgerichte nun als Obergerichte fungierten, kam es zur Umbenennung in „Amtsgericht Lauterbach“ und Zuteilung zum Bezirk des Landgerichts Gießen.
Am 1. Januar 2005 wurde das Amtsgericht Lauterbach als Vollgericht aufgehoben und zur Zweigstelle des Amtsgerichts Alsfeld. Zum 1. Januar 2012 wurde auch diese Zweigstelle geschlossen.

## Bevölkerung

### Einwohnerstruktur 2011
Nach den Erhebungen des Zensus 2011 lebten am Stichtag dem 9. Mai 2011 in Frischborn 981 Einwohner. Darunter waren (0,9 %) Ausländer. Nach dem Lebensalter waren 159 Einwohner unter 18 Jahren, 378 zwischen 18 und 49, 240 zwischen 50 und 64 und 204 Einwohner waren älter. Die Einwohner lebten in 417 Haushalten. Davon waren 111 Singlehaushalte, 141 Paare ohne Kinder und 129 Paare mit Kindern, sowie 30 Alleinerziehende und 9 Wohngemeinschaften. In 90 Haushalten lebten ausschließlich Senioren und in 276 Haushaltungen lebten keine Senioren.

### Einwohnerentwicklung
| • 1800: | 436 Einwohner                       |
| • 1806: | 489 Einwohner, 87 Häuser            |
| • 1829: | 642 Einwohner, 91 Häuser            |
| • 1867: | 815 Einwohner, 139 bewohnte Gebäude |
| • 1875: | 178 Einwohner, 104 bewohnte Gebäude |

| Frischborn: Einwohnerzahlen von 1800 bis 2015 | Frischborn: Einwohnerzahlen von 1800 bis 2015 | Frischborn: Einwohnerzahlen von 1800 bis 2015 | Frischborn: Einwohnerzahlen von 1800 bis 2015 | Frischborn: Einwohnerzahlen von 1800 bis 2015 |
| --- | --------------------------------------------- | --------------------------------------------- | --------------------------------------------- | --------------------------------------------- |
| Jahr |                                               |                                               |                                               | Einwohner                                     |
| 1800 | 1800                                          |                                               | 436                                           | 436                                           |
| 1806 | 1806                                          |                                               | 489                                           | 489                                           |
| 1829 | 1829                                          |                                               | 642                                           | 642                                           |
| 1834 | 1834                                          |                                               | 759                                           | 759                                           |
| 1840 | 1840                                          |                                               | 707                                           | 707                                           |
| 1846 | 1846                                          |                                               | 801                                           | 801                                           |
| 1852 | 1852                                          |                                               | 692                                           | 692                                           |
| 1858 | 1858                                          |                                               | 783                                           | 783                                           |
| 1864 | 1864                                          |                                               | 799                                           | 799                                           |
| 1871 | 1871                                          |                                               | 777                                           | 777                                           |
| 1875 | 1875                                          |                                               | 797                                           | 797                                           |
| 1885 | 1885                                          |                                               | 787                                           | 787                                           |
| 1895 | 1895                                          |                                               | 766                                           | 766                                           |
| 1905 | 1905                                          |                                               | 718                                           | 718                                           |
| 1910 | 1910                                          |                                               | 763                                           | 763                                           |
| 1925 | 1925                                          |                                               | 756                                           | 756                                           |
| 1939 | 1939                                          |                                               | 782                                           | 782                                           |
| 1946 | 1946                                          |                                               | 1.099                                         | 1.099                                         |
| 1950 | 1950                                          |                                               | 1.133                                         | 1.133                                         |
| 1956 | 1956                                          |                                               | 1.001                                         | 1.001                                         |
| 1961 | 1961                                          |                                               | 945                                           | 945                                           |
| 1967 | 1967                                          |                                               | 1.034                                         | 1.034                                         |
| 1970 | 1970                                          |                                               | 1.022                                         | 1.022                                         |
| 1980 | 1980                                          |                                               | ?                                             | ?                                             |
| 1990 | 1990                                          |                                               | ?                                             | ?                                             |
| 2003 | 2003                                          |                                               | 1.024                                         | 1.024                                         |
| 2005 | 2005                                          |                                               | 1.014                                         | 1.014                                         |
| 2011 | 2011                                          |                                               | 981                                           | 981                                           |
| 2015 | 2015                                          |                                               | 943                                           | 943                                           |
| Datenquelle: Historisches Gemeindeverzeichnis für Hessen: Die Bevölkerung der Gemeinden 1834 bis 1967. Wiesbaden: Hessisches Statistisches Landesamt, 1968. Weitere Quellen: ; Zensus 2011 |                                               |                                               |                                               |                                               |

### Religionszugehörigkeit
| • 1829: | 482 evangelische, zwei katholische Einwohner                        |
| • 1961: | 732 evangelische (= 77,46 %), 185 katholische (= 19,58 %) Einwohner |

## Politik
Ortsvorsteher ist Berthold Habermehl (Stand: Juni 2022).

## Kultur und Sehenswürdigkeiten

### Bauwerke

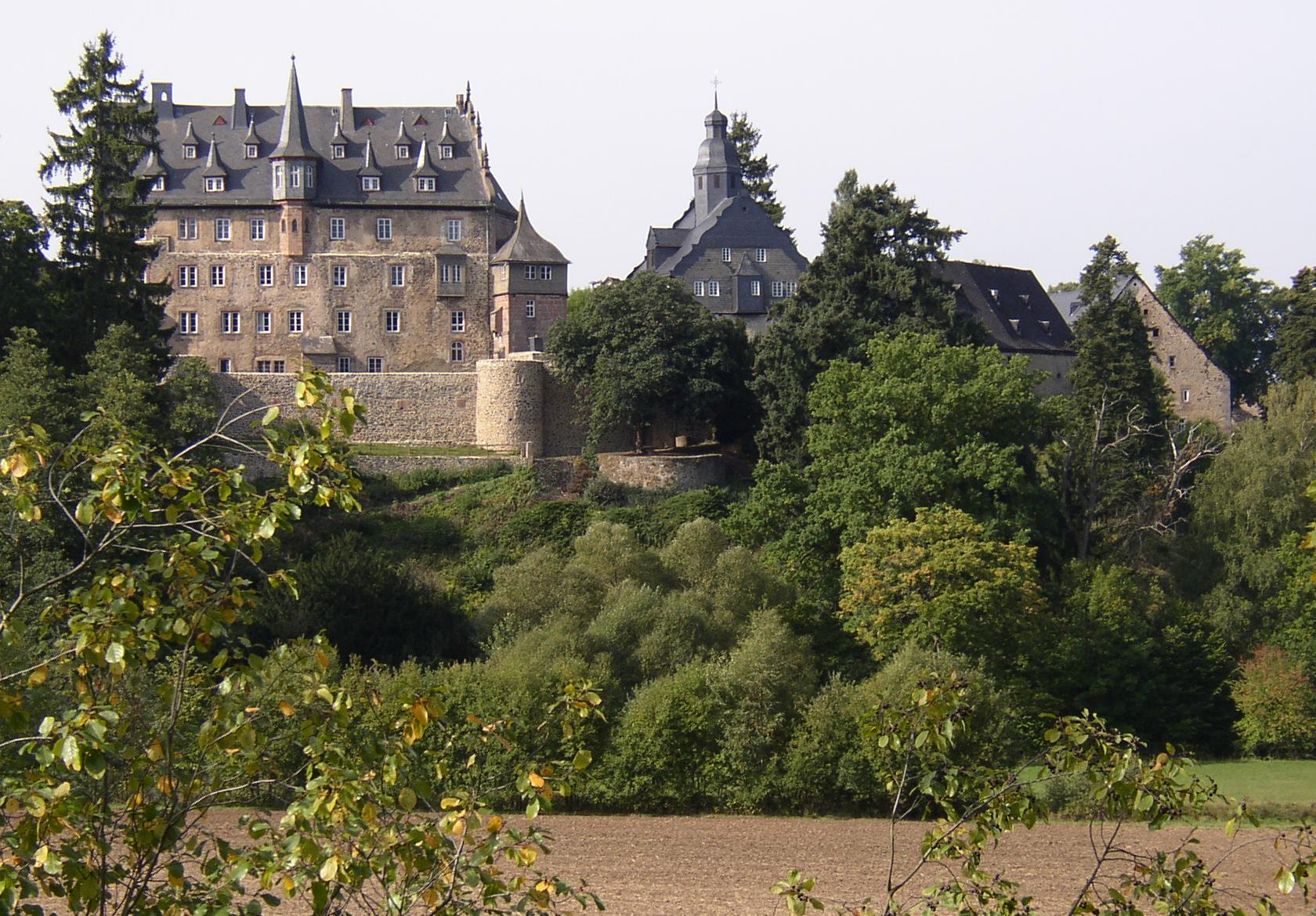
Schloss Eisenbach

Zum Stadtteil Frischborn gehört das Riedesel-Stammschloss Eisenbach, das gerne als „hessische Wartburg“ bezeichnet wird. Es wurde erstmals 1217 urkundlich erwähnt und nach seiner Zerstörung durch Fürstabt Leipolz von Fulda im Jahr 1269 von Trabodo von Eisenbach wieder aufgebaut (1289/90).

### Regelmäßige Veranstaltungen
- Fasching (Winter)
- Hutzelfeuer (Winter)
- Hexennacht (Frühling, allerdings in der Nacht vom Pfingstsonntag zum Pfingstmontag)
- Dorffest (Sommer)
- Kirmes (Am 2. Wochenende im Oktober jeden Jahres)
- Lange Nacht (23. Dezember)

## Verkehr
Frischborn lag an der Oberwaldbahn von Glauburg-Stockheim nach Lauterbach (Hess). Diese Strecke ist stillgelegt. Heute läuft der Vulkanradweg über die frühere Bahntrasse von Stockheim nach Lauterbach. Er ist Teil des BahnRadweg Hessen, der auf ehemaligen Bahntrassen ca. 250 km durch den Vogelsberg und die Rhön führt.

## Persönlichkeiten
- Karl Georg Keutzer (* 1884 in Frischborn; † 1964), hessischer Politiker (CDU) und langjähriger Bürgermeister von Frischborn
- Peter Andreas Grünberg (* 1939 in Pilsen; † 2018), Nobelpreisträger für Physik, lebte von 1946 bis 1952 in Frischborn (Alte Obergasse 7)
- Reinhold Bernhardt (* 1957), Theologe, stammt aus Frischborn
- Eva Goldbach (* 1965), Ökonomin und Politikerin, wurde hier geboren